# 须贝等
須貝等（日语：／ Sugai Hitoshi，1962年12月29日—），日本男子柔道运动员。他曾代表日本参加1986年亚洲运动会柔道比赛，获得男子95公斤级银牌。他也曾参加1988年夏季奥林匹克运动会。